# マリヤ・リーリナ

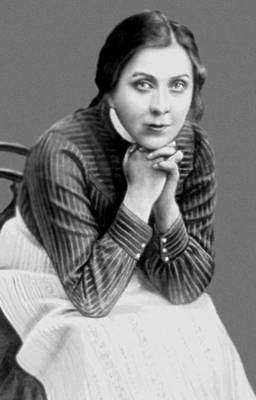
「ワーニャ伯父さん」のソーニャ役で出演したリーリナ

マリヤ・ペトロヴナ・リーリナ（ロシア語: Мари́я Петро́вна Ли́лина、1866年7月3日(ユリウス暦6月21日) - 1943年8月24日）は、モスクワ芸術座で活躍したロシアの女優である。コンスタンチン・スタニスラフスキーの妻として知られる。レーニン勲章や労働赤旗勲章を受けた。

## 概要
スタニスラフスキーとは芸術・文芸協会からの仲であった。シラー「たくみと恋」でスタニスラフスキーの相手役を務め、1889年に結婚。
晩年は戦争があったものの、スタニスラフスキーの墓から離れずにスタニスラフスキー名称オペラ・演劇研究所で教鞭をとった。
とクニッペルは述べている。かもめのマーシャ、ワーニャ伯父さんのソーニャ、三人姉妹のナターシャ、桜の園のアーニャ、オストロフスキーの雪娘の雪娘などを演じた。